# Osten (ród)

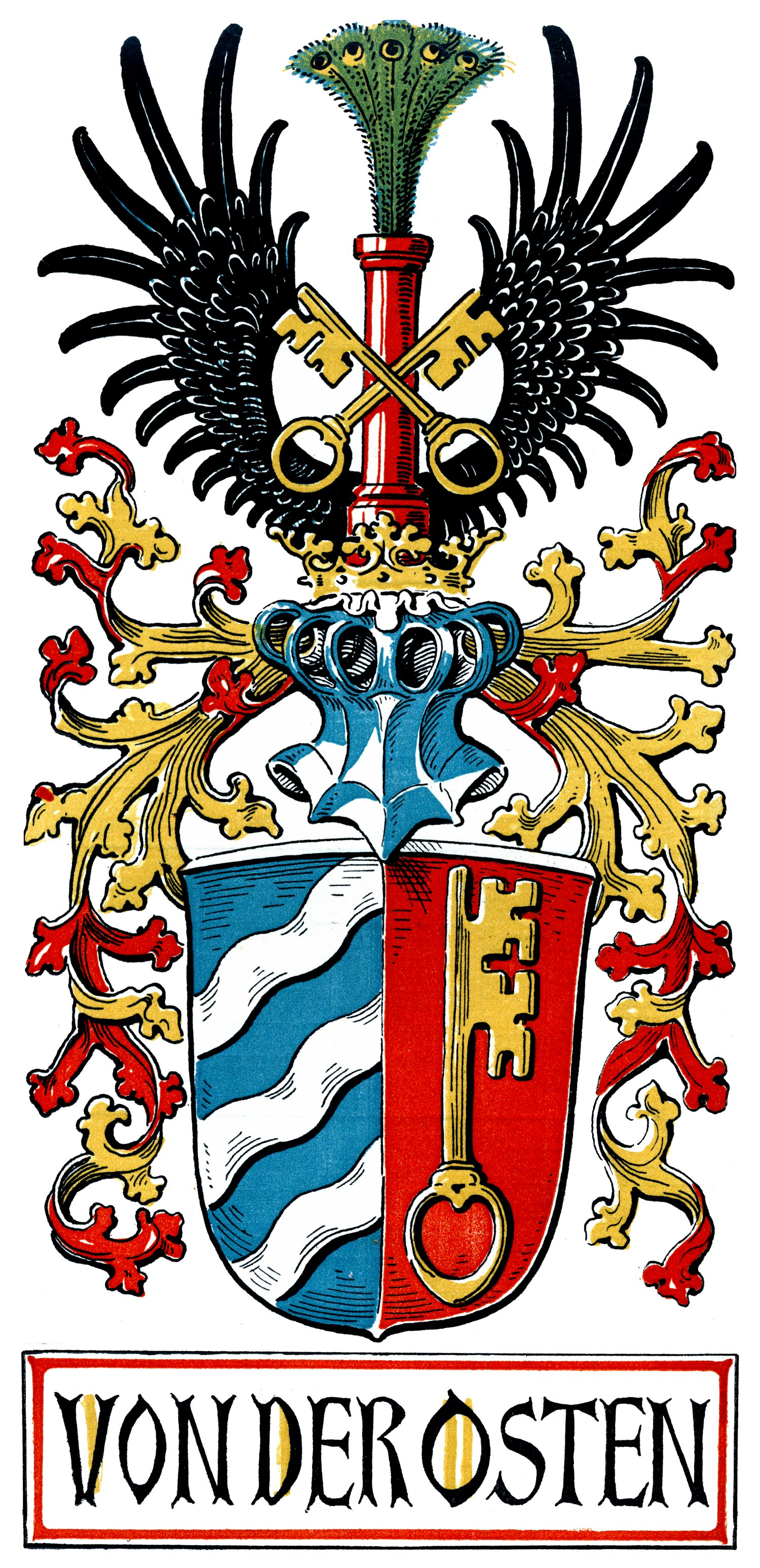
Herb

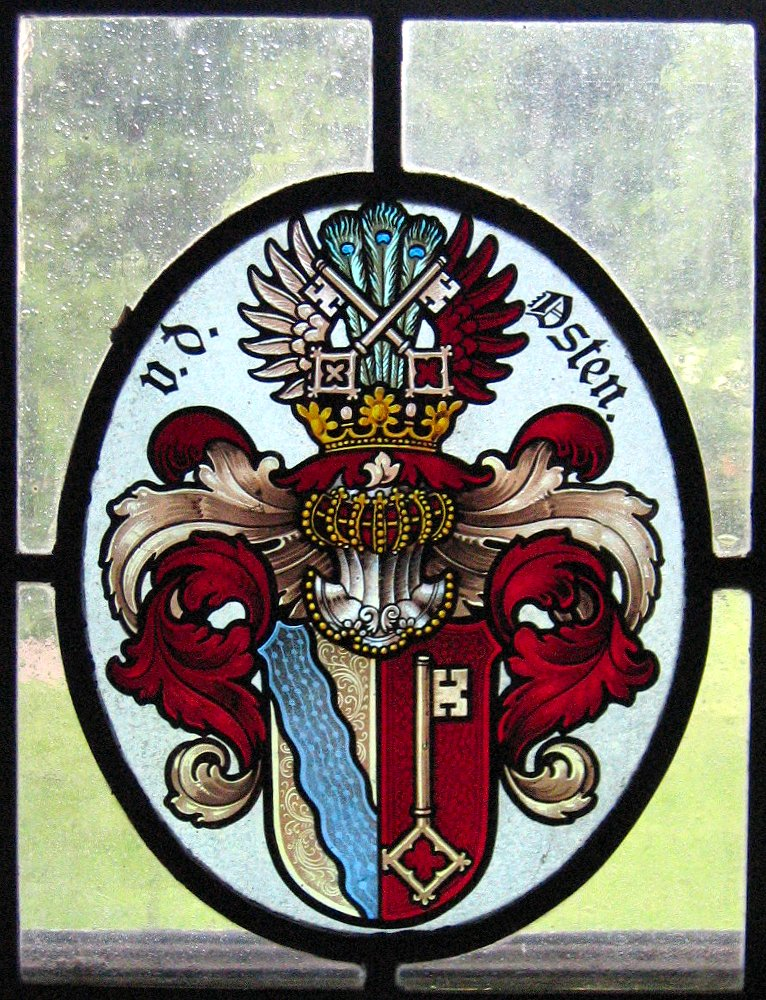
Herb rodu na Zamku w Hollwinkel

Von der Osten (także von der Ost) – ród szlachecki pochodzący z Saksonii, znany od 1242 w księstwie Rugii i na Pomorzu, w Nowej Marchii od nabycia Drezdenka wraz z okolicami w 1316 przez Burcharda von der Ost. 
Po śmierci margrabiego brandenburskiego Ludwika, 2 czerwca 1365 bracia Dobrogost, Arnold, Holryk (Urlich) i Bartold von Osten złożyli hołd Kazimierzowi Wielkiemu, jako posiadacze Santoka i Drezdenka. Następnie przyjęli oba grody z rąk Kazimierza, jako lenno przyznając, że grody te od dawna należały do Królestwa Polskiego. Ulryk von der Ost złożył hołd Władysławowi Jagielle w 1402, ale kiedy Zygmunt Luksemburczyk oddał Nową Marchię, jako zastaw w ręce zakonu krzyżackiego Ulryk złożył hołd zakonowi, a Drezdenko oddał Krzyżakom w zastaw, a następnie sprzedał.
Po sprzedaży Drezdenka w 1408 ośrodkiem rodu stały się Golenice z Rowem, Warnicami, Kierzkowem i Babinem w ziemi chojeńskiej; w ziemi choszczeńskiej ród posiadał wieś Kołki (1439), w ziemi strzeleckiej Słonowo (przed 1465).